# Синдром подовженого інтервалу QT

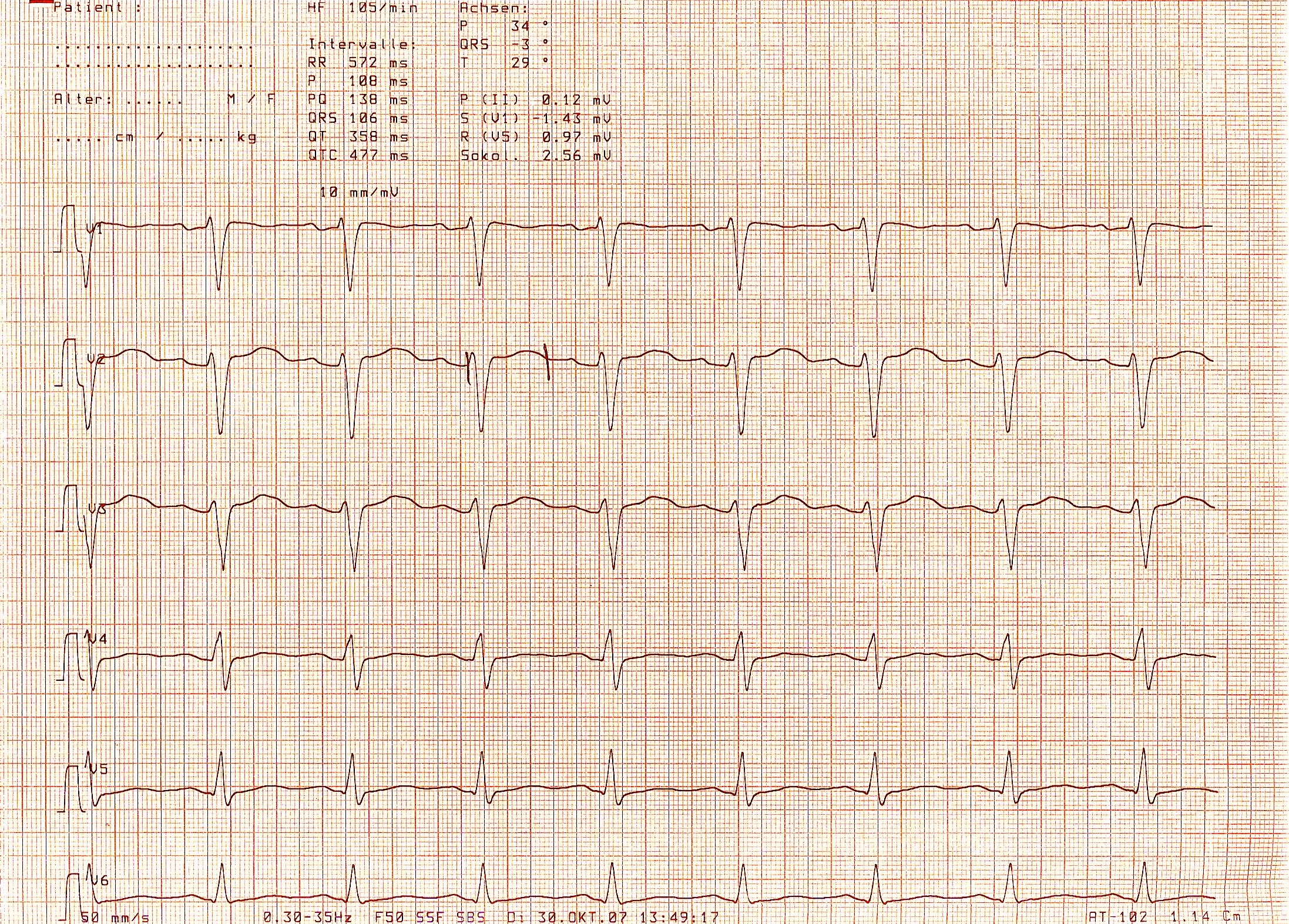
ЕКГ із продовженим інтервалом QT (QTc = 477 мс)

Синдром подовженого інтервалу QT (LQTS, «синдром тривалого QT», синдром QT) — рідкісне захворювання, яке може призвести до раптової серцевої смерті у здорових людей. Може бути вродженим, або набутим, переважно внаслідок побічної дії деяких лікарських засобів. Найвідомішими вродженими синдромами подовженого QT є синдром Романо-Варда (автосомно-домінантний; синонім: синдром псевдогіпокаліємії) та синдром Джервелла — Ланге — Нільсена (автосомно-рецесивний; JLNS).
Першою та однойменною ознакою синдрому QT є продовження інтервалу QT на електрокардіограмі з коригованою частотою інтервалу QT (QTc, англ. коригований інтервал QT) понад 440 мілісекунд (мс). Синдром тривалого QT характеризується прискореним серцебиттям (тахікардія), часто у вигляді небезпечних для життя тахіаритмій « Torsade de pointes - тахікардія». Ці серцеві аритмії можуть призвести до нападів запаморочення, раптової втрати свідомості (синкопа), та зупинки серця через фібриляцію шлуночків . Однак багато хворих можуть не пред'являти жодних симптомів .
І тахікардія, і синкоп виникають переважно під час фізичних навантажень або в стресових ситуаціях. У пацієнтів із симптоматичним перебігом, прогноз без лікування поганий, проте сьогодні майже всім пацієнтам можна запропонувати адекватне лікування .

## Причина та форми

### Патогенез
Синдром подовженого інтервалу QT викликаний незначними відхиленнями в послідовності передачі електричного сигналу в клітинах міокарда. Йде мова про затримку реполяризації, головним чином про подовження 2 фази потенціалу дії (так званої фази — плато). Протягом цього періоду, який триває приблизно 300—400 мілісекунд, нерегулярні постдеполяризації здатні знову викликати потенціал дії, який потім провокує тривалі аритмії (тригерна активність). При вроджених синдромах подовженого QT, подовження фази — плато викликається аномальними властивостями іонних каналів, або у формі зниженого транспорту іонів (втрата функції іонних каналів калію в LQTS1 та LQTS2), або через підвищену транспортну ативність (посилення функції іонних каналів натрію в LQTS3). При набутому синдромі подовженого QT, основну роль в патогенезі відіграє пригнічення швидкого потоку іонів калію.

### Вроджені синдроми подовженого інтервалу QT
З середини 1960-х синдроми Романо-Варда, та Джервелла - Ланге — Нільсена використовуються для розмежування двох клінічних проявів (фенотипів) вродженого синдрому синдрому подовженого QT. Сьогодні, з точки зору молекулярної біології виділяють значно більшу кількість різних синдромів: шість генотипів (LQTS1-LQTS6), в даний час відносяться до синдрому Романо-Варда, два — JLNS (JLNS1-JLNS2) і один — синдрому Андерсена (LQTS7). Спільним для них є мутація генів, що кодують іонні канали клітин міокарда.
При вроджених формах, всіх споріднених членів сім'ї, слід обстежити на наявність синдрому QT.
| Синдром         | Розташування гена | Ген             | Тип успадкування | Частота        |
| --------------- | ----------------- | --------------- | ---------------- | -------------- |
| LQTS1           | 11п15.5           | KvLQT1 (KCNQ1)  | домінуючий       | 40-55 %        |
| LQTS2           | 7q35-36           | HERG (KCNH2)    | домінуючий       | 35-45 %        |
| LQTS3           | 3p21-24           | SCN5a (hNaV1.5) | домінуючий       |                |
| LQTS4           | 4q25-27           | ANKB            | домінуючий       | дуже рідкісний |
| LQTS5           | 21q22.1-22.2      | MinK (KCNE1)    | домінуючий       |                |
| LQTS6           | 21q22.1-22.2      | MiRP1 (KCNE2)   | домінуючий       |                |
| LQTS7           | 21q22.1-22.2      | Kir2.1 (KCNJ2)  | домінуючий       |                |
| Спорадичний QTS | ?                 | HERG?           | ?                |                |
| JLN1            | 11п15.5           | KvLQT1 (KCNQ1)  | рецесивний       | близько 6.3 %  |
| JLN2            | 21q22.1-22.2      | MinK (KCNE1)    | рецесивний       | близько 0,7 %  |

#### Синдроми Джервелла— Ланге-Нільсена
Синдром Джервелла-Ланге-Нільсена (JLNS) успадковується аутосомно-рецесивно разом з глухотою (внутрішнього вуха), та подовженням інтервалу QT. Близько семи відсотків вроджених синдромів QT відносять до JLNS.

#### Синдром Романо-Варда
Близько 70 % успадкованих синдромів QT мають один з автосомно-домінантних варіантів, без порушення слуху.

### Набутий синдром подовженого інтервалу QT
Подовження інтервалу QT на ЕКГ також може бути спричинене впливом різних лікарських засобів, порушенням обміну електролітів, і, можливо, наслідком запалення (міокардиту), та ішемії міокарда. Якщо виникає тахікардія Torsades-de-Pointes, або синкоп, можна говорити про набутий синдром подовженого QT, хоча не до кінця вияснено, в якій мірі ці пацієнти мають прихований вроджений синдром подовженого QT.
У 1960-х рр. Були опубліковані перші повідомлення про подовження інтервалу QT при використанні хінідину, який широко застосовувався в той час для лікування аритмії. Синдром подовженого QT, викликаний медикаментозними препаратами, став більш актуальним з 1990-х років, після виявлення в цьому аспекті все більш небезпечних речовин. Зараз до цього списку входить більше ста часто використовуваних препаратів із найрізноманітніших фарм. груп. Окрім антиаритмічних засобів, таких як хінідин та соталол, а також аміодарон, до них належать також багато звичайних ліків, які часто застосовуються в повсякденній практиці, але їх побічний ефект на міокард, не був вивчений. В полі зору знаходяться: антибіотики, як еритроміцин і триметоприм — сульфаметоксазол, деякі антигістамінні препарати, багато психотропних препаратів (особливо антидепресанти та антипсихотики або нейролептики, такі як пімозид, сертиндол, галоперидол, зіпрасідон, кветіапін і сульпірид). Крім того, Протипаркінсонічні препарати, та засоби проти малярії, а також рентгеноконтрастні речовини, та різні опіоїди . У зв'язку з цим, деякі препарати (Астемізол, цизаприд, клобутінол, і грепафлоксацин)були зняті з ринку. Інші ліки, які можуть подовжувати інтервал QTc, включають антагоністи серотоніну — кетансерин, пробукол, та препарат проти мігрені золмітриптан. Детальний і актуальний перелік лікарських засобів з побічним ефектом на інтревал QT, ведеться в університеті Арізони .
Спільною рисою цих речовин є те, що вони пригнічують відтік калію з клітини серцевого м'яза під час реполяризації, таким чином, можуть подовжувати інтервал QT. Блокований калієвий канал — це канал HERG . Ризик виникнення таких небажаних лікарських ефектів збільшується при низькій частоті пульсу (брадикардія), жіночій статі, низькому рівні калію в крові (гіпокаліємія), потовщенні серцевого м'яза як наслідок артеріальної гіпертензії, слабкості серцевого м'яза, та високій концентрації ліків через фармакогенетичні особливості.

## Клінічні ознаки

Фази серцевого циклу на ЕКГ.
Інтервал QT позначено сірим кольором.

Подовження самого інтервалу QT зазвичай протікає безсимптомно, більше половини пацієнтів із синдромом подовженого QT не пред'являють жодних скарг. Якщо симптоми з'являються, то вони в основному є наслілідком потенційно небезпечнимих для життя серцевих аритмій. Вони можуть бути тривалими (> 30 секунд) або нетривалими(≤  30 секунд) шлуночковими тахікардіями, здебільшого типу «тахікардії torsade de pointes». Залежно від тривалості, частоти пульсу, положення тіла, та загального стану, ці тахікардії можуть взагалі не помітити, що призводить до запаморочення, раптової втрати свідомості, або навіть зупинки серця і, отже, раптової серцевої смерті.

### Оцінка інтервалу QT на ЕКГ в спокої

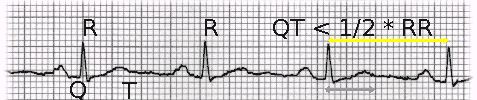
Якщо QT <1/2 RR, то QT є нормальним

Подовжений інтервал QT можна розпізнати відносно легко на ЕКГ в спокої, якщо вирахувати відстань RR між двома сусідніми комплексами QRS. Якщо інтервал QT перевищує половину інтервалу RR, то відповідно інтервал QT, вважається подовженим.

### Шкала для оцінки ймовірності синдрому LQT[5]
| ЕКГ — ознаки без попереднього прийому препаратів, чи іншої відомої причини в анамнезі |          |
| QTc ≥ 480 мс (обчислено за формулою Базета)                                           | 3 бали   |
| QTc 460—479 мс                                                                        | 2 бали   |
| QTc 450—459 (чоловіки)                                                                | 1 бал    |
| QTc> 480 мс (4-та хв. після навантаження)                                             | 1 бал    |
| Torsade de pointes — тахікардія без подальшого синкопа                                | 2 бали   |
| Чергування Т-хвилі                                                                    | 1 бал    |
| «Прорізання» зубців Т у 3 відведеннях                                                 | 1 бал    |
| Брадикардія                                                                           | 0,5 бала |
| Анамнез                                                                               |          |
| Синкоп, спричинений стресом                                                           | 2 бали   |
| Синкоп, інша причина                                                                  | 1 бал    |
| Вроджена глухота (внутрішнього вуха)                                                  | 0,5 бала |
| Сімейний анамнез                                                                      |          |
| LQTS у когось з членів родини                                                         | 1 бал    |
| Раптова серцева смерть <30 років                                                      | 0,5 бала |

При оцінці 1 бал — є низька ймовірність виникнення синдрому подовженого QT, з оцінкою до 3 — середня ймовірність, а від 4 — висока ймовірність.

## Лікування
Оскільки частота серйозних серцевих аритмій явно зменшується при лікуванні бета-блокаторами, вони є частиною стандартної терапії вродженого синдрому подовженого QT. Пацієнтам, схильним до розвивитку синкопів, і тим, хто пережив зупинку серця, слід в якості запобіжного заходу встановлювати імплантаційний дефібрилятор (кардіовертер-дефібрилятор).
При синдромі подовженого QT, спричиненого медикаментами, на перший план виходить негайне припинення прийому речовини. На відміну від вродженої форми, бета-блокатори вважаються протипоказаними, оскільки вони здатні викликати, або посилювати брадикардію і, таким чином, схильні збільшувати ризик загрози аритмії.
Необхідно уникати фізичного навантаження, занятть спортом.